# فرض تقصیر
فرض تقصیر هر گونه فرضی در سیستم عدالت کیفری است که یک شخص تقصیردار در انجام یک جرم است؛ برای نمونه، فرض اینکه یک مضنون مقصر است مگر یا تا اینکه بی‌گناهی او اثبات شود.